# Universidad Nacional de Yokohama
Universidad Nacional de Yokohama (横浜国立大学, Yokohama Kokuritsu Daigaku), o Yokokoku (横国?) (横国) es una importante universidad nacional principal ubicada en Yokohama, Prefectura de Kanagawa, Japón. La Universidad Nacional de Yokohama comprende cinco escuelas de postgrado y cuatro facultades de pregrado. La universidad nacional Yokohama es una  de las principales universidades de Japón. Es una de las consistentemente universidades de más alto rango en Japón que no es de las Siete Universidades Nacionales de Japón.[cita requerida] También es un miembro central de la Liga Universitaria de Port-City.

## Historia
El predecesor de la escuela estuvo fundado en 1876. Se convirtió en una Universidad Nacional Japonesa en 1949 por la fusión de la Escuela Normal de Kanagawal, La Escuela Normal de la Juventud de Kanagawa, la Facultad de Economía de Yokohama y el Instituto de Tecnología de Yokohama. La Facultad de Administración de Empresas fue fundada en 1967. La universidad tiene programas de maestría en ingeniería (1962), economía (1972), administración de empresas (1972), y educación (1979).
El Instituto de Ciencia y  Tecnología Ambientales fue establecido en 1973 bajo el botánico Akira Miyawaki, y la Escuela de Graduados de Derecho Internacional y de Negocios se estableció en 1990. La Escuela de Graduados de Estudios Internacional se creó en 1994 y la Escuela de Derecho en 2004.

## Sobre el nombre de la Universidad Nacional de Yokohama
Originalmente se planteó nombrar como "Universidad de Yokohama ", pero en ese momento el anterior Colegio de Economía de la Ciudad de Yokohama y la privada Escuela Vocacional Yokohama también querían aplicar sus nombres como Universidad de Yokohama. Tuvieron una consulta sobre el nombre y decidieron no usar el nombre de "Universidad Nacional de Yokohama".

## Colegio y Facultad de Economía
Establecida en 1949 cuando uno de los tres colegios originales, el Colegio de Economía sigue la gran la tradición del antiguo Colegio Comercial de Yokohama. La universidad (pregrado) se enorgullece de contribuir al avance de la teoría económica y empírica. Todos los años, los estudiantes aspirantes solicitan el ingreso, y luego de un período intensivo de cuatro años de capacitación en pensamiento e investigación económica, se gradúan con éxito como expertos competentes en sus campos. Reconocida internacionalmente como un centro de estudios económicos, muchas nacionalidades están representadas en la universidad como profesores, investigadores y estudiantes. El Colegio de Economía promueve la diversidad cultural y acoge muchos estudiantes internacionales con becas y auto-financiados. A nivel de maestría, la Facultad de Economía es sede del Programa Conjunto de Becas para Graduados del Banco Mundial de Japón. En otoño del 2013, YNU Economics comenzó a ofrecer maestrías y doctorado. Grados donde el contenido de curso, el asesoramiento, etc. se ofrece completamente en el idioma inglés.

## Facultad de Administración de Negocios
La Facultad de Administración de Empresas de la Universidad Nacional de Yokohama se estableció en 1967 y actualmente consta de cuatro áreas disciplinarias: la División de Administración de Empresas, la División de Contabilidad e Información, la División de Ciencia del Sistema de Gestión y la División de Negocios Internacionales. La facultad pone énfasis en la internacionalización, con no solo estudiantes japoneses, sino también muchos estudiantes extranjeros que están actualmente matriculados. Los estudiantes son libres de registrar materias fuera de su propia división, por lo que pueden obtener una educación que cubra todos los aspectos de la administración de empresas. En la segunda mitad del segundo año, los estudiantes son asignados a un seminario, donde investigan en un área especializada de un profesor asesor.

## Graduados notables
- Ryue Nishizawa profesor y arquitecto, ganador del Premio Pritzker
- Sumio Mabuchi, político japonés
- Akira Fujishima, químico y presidente de la Universidad de Tokio
- Takuzo Aida, químico de la Universidad de Tokio
- Katsuhiko Kawasoe, expresidente y director ejecutivo de Mitsubishi Motors
- Masaya Nakamura, fundador de Namco Co., Ltd y el «padre» de Pacman.
- Shunji Iwai, director de cine
- Akira Satō, fotógrafo
- Shinichiro Sakurai, ingeniero automotríz
- Hiromichi Tanaka, diseñador de videojuegos
- Hironobu Sakaguchi, diseñador de videojuegos
- Koshi Inaba, cantante de la banda B'z.
- Kaori Manabe, modelo y presentadora de televisión